# زياد بن نحيت
زياد بن حجاب بن نحيت الحربي (1975)، شاعر سعودي، وهو ابن رجل الأعمال والشاعر حجاب بن نحيت المزيني الحربي.

## مولده ونشأته
ولد بمدينة الرياض عام 1395 هـ الموافق عام 1975، وله من الأولاد: طارق وخالد ونايف وعبد المحسن، وكنيته أبو طارق، وله من البنات: موضي وشيماء وشيخة ونوف وسارة ويارا.

## حياته العلمية والعملية
حاصل على الماجستير في الإعلام الأمني، وكان يعمل ضابط علاقات عامة في وزارة الدفاع برتبة نقيب.
عُين مستشاراً إعلامياً في اتحاد الغرف التجارية عام 2025م.

## تاريخه الشعري
- أول ظهور له حينما كان طالبا في كلية الملك عبد العزيز الحربية حيث كان شاعر الكتيبة وله عدة مشاركات في النشاط الثقافي بالكلية.
- استمر لمدة أربع سنوات بعد التخرج يشارك في احتفالات تخريج الضباط الجامعيين بين يدي الأمير سلطان بن عبد العزيز ولي العهد ووزير الدفاع والطيران والمفتش العام.
- شارك في أهم مناسبات القوات المسلحة وله عدة مشاركات وطنيه أخرى كان أبرزها قصيدة الإرهاب التي القاها أمام الملك عبد الله بن عبد العزيز نالت استحسان الملك وأثنى عليه شخصيًا.
- تمت دعوته من قبل إدارة التعليم بالمنطقة الشرقية لإقامة أمسية خاصة بحفر الباطن تعتبر هي أولى أمسيات الشاعر حضرها جمهور غفير كما حضرها والده.[2]

## لقب شاعر المليون
حاز على لقب مسابقة شاعر المليون الشعرية في نسختها الثالثة وحصل على البيرق في عام 2009، ويعتبر أول شاعر سعودي يحصل على هذا اللقب. وقدرت جائزة المركز الأول بخمسة ملايين ريال، وذلك بنسبة تصويت بلغت (81%).